# Playdia
Playdia (jap. プレイディア Pureidia) znana także jako BA-X – konsola gier wideo wydana wyłącznie w Japonii w 1994 roku w dniu premiery konsola kosztowała 24 800¥. Przeznaczona była dla młodszych odbiorców i jak w przypadku wielu innych konsol piątej generacji (np. 3DO Interactive Multiplayer), była reklamowana bardziej jako multimedialny sprzęt rozrywkowy niż konsola gier wideo.
Większość oprogramowania dostępnego dla konsoli stanowiły interaktywne quizy w stylu anime i gry edukacyjne. Playdia do sterowania używała jednego, bardzo prostego bezprzewodowego kontrolera. Bandai, producent konsoli Playdia, to jedyna firma produkująca oprogramowanie dla tej konsoli.

## Wszystkie tytuły
Poniżej znajdują się wszystkie tytuły dostępne na konsolę Playdia, pogrupowane według lat wydania, w sumie powstało ich 39, w tym 33 było dostępnych w sprzedaży.

### 1994 (11 pozycji)
- 23 września – Dragon Ball Z – Shin Saiyajin Zetsumetsu Keikaku Chikyū Hen – [BAPD-01]
- 23 września – Bishōjo Senshi Sailor Moon S – Quiz Taiketsu! Sailor Power Kesshū!! – [BAPD-02]
- 23 września – SD Gundam Daizukan – [BAPD-03]
- 28 września – Ultraman Powered – Kaijū Gekimetsu Sakusen – [BAPD-04]
- 28 września – Hello Kitty – Yume no Kuni Daibōken – [BAPD-05]
- 25 listopada – Aqua Adventure – Blue Lilty – [BAPD-06]
- 25 listopada – Newton museum – Kyōryū Nendaiki Zenpen – [BAPD-07]
- 25 listopada – Newton museum – Kyōryū Nendaiki Kōhen – [BAPD-08]
- 08 grudnia – Shuppatsu! Dōbutsu Tankentai – [BAPD-09]
- 16 grudnia – Ultra Seven – Chikyū Bōei Sakusen – [BAPD-10]
- 16 grudnia – Dragon Ball Z – Shin Saiyajin Zetsumetsu Keikaku Uchū Hen – [BAPD-11]

### 1995 (16 pozycji)
- 24 stycznia – Norimono Banzai!! – Kuruma Daishūgō!! – [BAPD-12]
- 24 stycznia – Norimono Banzai!! – Densha Daishūgō!! – [BAPD-13]
- 22 marca – Ie Naki Ko – Suzu no Sentaku – [VPRJ-09722]
- 22 marca – Gamera – The Time Adventure – [BAPD-15]
- 22 czerwca – Elements Voice Series vol.1 Mika Kanai – Wind&Breeze – [BAPD-18]
- 22 czerwca – Elements Voice Series vol.2 Rika Fukami – Private Step – [BAPD-19]
- 22 czerwca – Elements Voice Series vol.3 Aya Hisakawa – Forest Sways – [BAPD-20]
- 28 lipca – Bishōjo Senshi Sailor Moon SuperS – Sailor Moon to Hiragana Lesson! – [BAPD-21]
- 28 lipca – Ultraman – Hiragana Dai Sakusen – [BAPD-22]
- 28 lipca – Ultraman – Alphabet TV e Yōkoso – [BAPD-23]
- 24 sierpnia – Bishōjo Senshi Sailor Moon SS – Sailor Moon to Hajimete no Eigo – [BAPD-24]
- 24 sierpnia – Bishōjo Senshi Sailor Moon SS – Yōkoso! Sailor Yōchien – [BAPD-25]
- 24 sierpnia – Ultraman – Oide yo! Ultra Yōchien – [BAPD-26]
- 20 października – Chōgōkin Selections – [BKPD-01]
- 16 listopada – Elements Voice Series vol.4 Yuri Shiratori – Rainbow Harmony – [BKPD-02]
- 15 grudnia- Soreike! Anpanman – Picnic de Obenkyō – [BAPD-27]

### 1996 (6 pozycji)
- 22 marca – Ultraman – Sūji de Asobō Ultra Land – [BAPD-28]
- 22 marca – Ultraman – Ultraman Chinō UP Dai Sakusen – [BAPD-29]
- 27 marca – Elements Voice Series vol.5 Mariko Kouda – Welcome to the Marikotown! – [BKPD-03]
- 24 kwietnia – Nintama Rantarō – Gungun Nobiru Chinō Hen – [BKPD-04]
- 15 maja – Nintama Rantarō – Hajimete Oboeru Chishiki Hen – [BKPD-05]
- 26 czerwca – Gekisou Sentai Carranger – Tatakae! Hiragana Racer – [BKPD-06]

### Niedostępne w sprzedaży (6 pozycji)
- Yumi to Tokoton Playdia – [BS-003]
- Go! Go! Ackman Planet – [BS-005]
- Jamp Gentei Special – 4 Dai Hero Battle Taizen – [BS-006]
- Bandai Item Collection 70 – [BS-007]
- Playdia IQ Kids – [BS-009]
- Kero Kero Keroppi – Uki Uki Party Land – [BS-010]